# رونا مارکو
رونا مارکو (به انگلیسی: Rovena Marku) (زادهٔ ۲۱ مهٔ ۱۹۸۷) شناگر اهل آلبانی است.